# Louise Villeneuve
Louise Villeneuve est une chanteuse d'opéra (soprano) italienne. D'après le journal de Johann Karl Zinzendorf (entrée du 11 juillet 1789), elle était une élève de Jean-Georges Noverre, et donc pourrait être la Mlle Villeneuve qui était membre de la compagnie de ballet de Jean-Georges Noverre, de 1771 à 1774, à Vienne.
La première prestation opératique notée de Louise Villeneuve date de 1786, à Milan.
En 1787-1788, elle chante dans divers opéras de Pietro Guglielmi et Vicente Martín y Soler. Parmi les rôles qu'elle crée, il y a Amore (l'Amour) dans l'opéra L'arbore di Diana de Martín y Soler, dont elle fera aussi la première viennoise, le 27 juin 1789, lorsqu'elle remplace une autre soprano (Luisa Laschi). Le Wiener Zeitung mentionne que Louise Villeneuve était admirée pour « son apparence charismatique, sa performance sensible et expressive, et son chant magnifique ».
Lors de la première de Così fan tutte de Mozart le 26 janvier 1790 au Burgtheater à Vienne, Louise Villeneuve crée le rôle de Dorabella. Adriana Ferrarese a chanté le rôle de Fiordiligi.
Mozart a composé pour elle l'air Alma grande e nobil core K.578 pour l'opéra I due Baroni di Rocca Azzurra de Cimarosa, Chi sà, chi sà, qual sia K. 582 (partition)et Vado, ma dove K.583 (partition) pour Il Burbero di buon core de Vicente Martín y Soler.
Il est souvent mentionné qu'elle aurait été la sœur d'Adriana Ferrarese, mais il n'y a jamais eu de preuve concrète de cette hypothèse. Après avoir chanté brièvement à Vienne, elle quitte l'Autriche au printemps 1791 pour l'Italie, où elle continue à chanter au moins jusqu'en 1799.
On ne sait rien de la suite de sa carrière ou de sa vie.